# Polyester

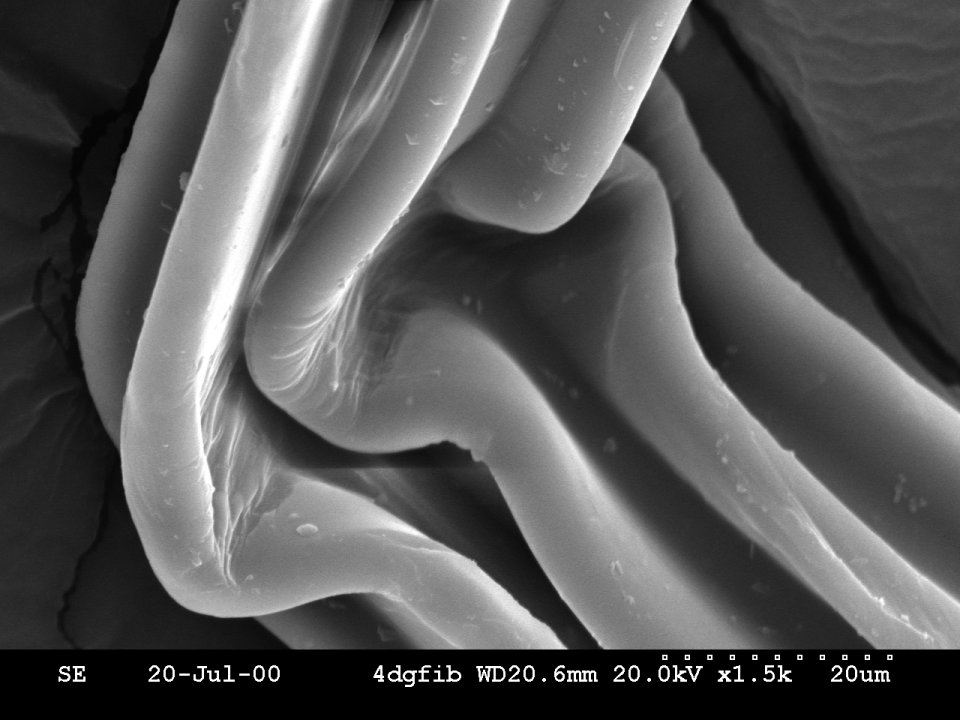
Hình ảnh SEM của một đường cong trong sợi polyester có diện tích bề mặt lớn với mặt cắt ngang bảy thùy

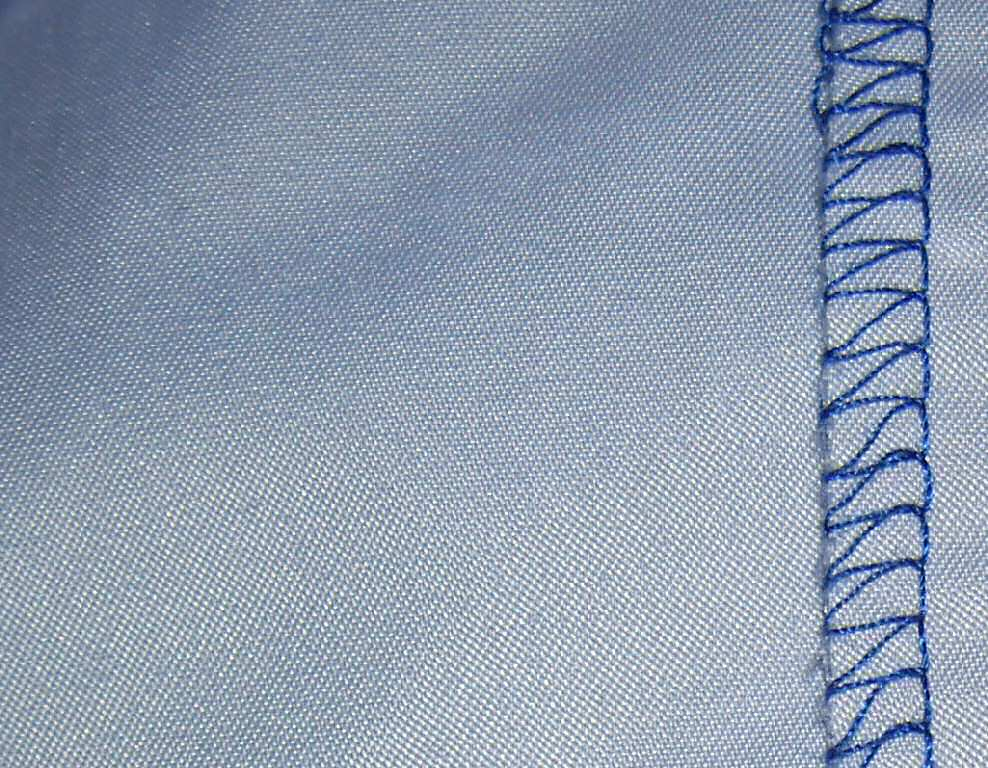
Cận cạnh chiếc áo sơ mi được may bằng poliester

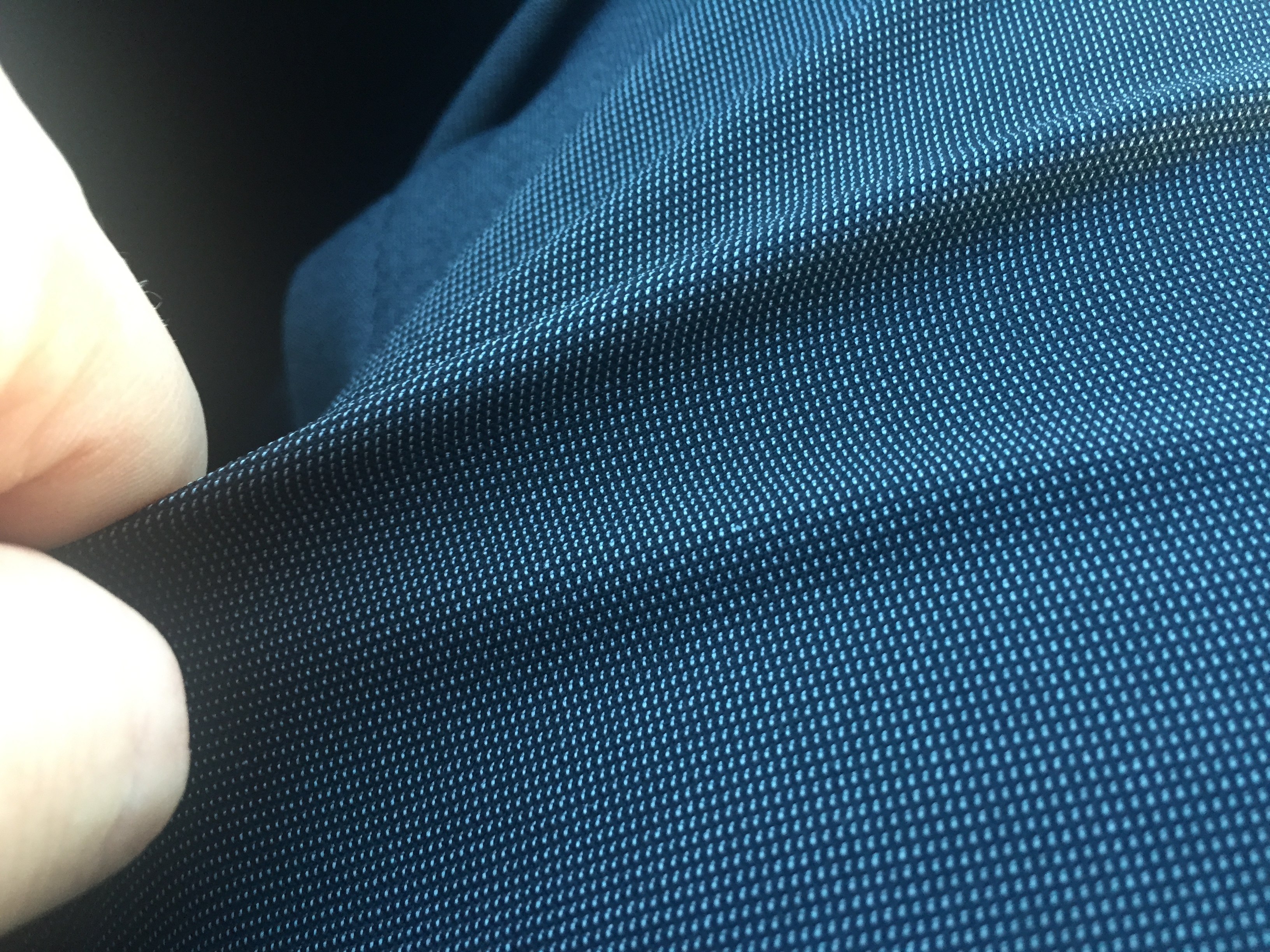
Sự co giãn của poliester

Polyester là một nhóm các polyme có chứa nhóm chức este trong mỗi mắt xích của mạch chính. Có bốn dạng sợi polyester cơ bản là sợi filament, xơ, sợi thô, và fiberfill.
Polyester được ứng dụng nhiều trong ngành công nghiệp để sản xuất các loại sản phẩm như quần áo, đồ nội thất gia dụng, vải công nghiệp, vật liệu cách điện, đệm… Sợi Polyester có nhiều ưu thế hơn khi so sánh với các  cách tự nhiên. Vải Polyester không bị co khi giặt, chống nhăn và chống kéo giãn. Nó cũng dễ dàng được nhuộm màu và không bị hủy hoại bởi nấm mốc. Vải Polyester là vật liệu cách nhiệt hiệu quả, do đó nó được dùng để sản xuất gối, chăn, đệm, áo khoác ngoài và túi ngủ...

## Tổng hợp
Polyester được tổng hợp qua phản ứng trùng ngưng. Phản ứng tạo polyester của axit cacbonxylic hai chức với alcohol hai chức:
(n+1) R(OH)2 + n R´(COOH)2 → HO[ROOCR´COO]nROH + 2n H2O.